# Torremaggiore
Torremaggiore – miejscowość i gmina we Włoszech, w regionie Apulia, w prowincji Foggia.
Według danych na rok 2004 gminę zamieszkiwało 17 019 osób, 81,8 os./km².